# Jordi Anguera i Iglésies
Jordi Anguera i Iglésies (Barcelona, 1924 - París, 12 de setembre de 1967) fou un metge, biòleg i investigador català.
Exiliat a França, després de la Guerra Civil Espanyola, fou director de diferents laboratoris d'investigació i particià en la fundació del Centre d'Enseignement de la Statistique Appliquée à la Médicine et à la Biologie de París. Els seus treballs incidiren sobretot en l'estudi dels efectes del tabac sobre la salut. Representà oficialment l'Estat francès en diversos congressos internacionals de la seva especialitat.